# Luigi Carlo Borromeo
Pour les articles homonymes, voir Borromeo.
Luigi Carlo Borromeo, né le 26 octobre 1893 à Graffignana, dans la province de Lodi, en Lombardie, et mort le 4 juillet 1975 à Pavie, est un prêtre et évêque catholique italien, évêque du diocèse de Pesaro de 1952 à sa mort.

## Biographie
Né à Graffignana (Italie), le 26 octobre 1893, Luigi Carlo Borromeo est ordonné prêtre le 30 mars 1918.

### Évêque
Nommé évêque auxiliaire de Lodi, titulaire de Coma (it) par Pie XII le 4 novembre 1951, il est consacré évêque par Pietro Calchi Novati (it) le 2 décembre 1951. Il est transféré à Pesaro le 28 décembre 1952.
Il est père conciliaire durant toutes les sessions du concile Vatican II, et membre du groupe conservateur Coetus Internationalis Patrum. En 1971, il inaugure la nouvelle paroisse de saint Charles Borromée.
Il meurt à la policlinique de Pavie (it) le 4 juillet 1975 dans ses fonctions d'évêque, et est enterré dans la dernière chapelle du côté droit de la cathédrale.

### Galerie

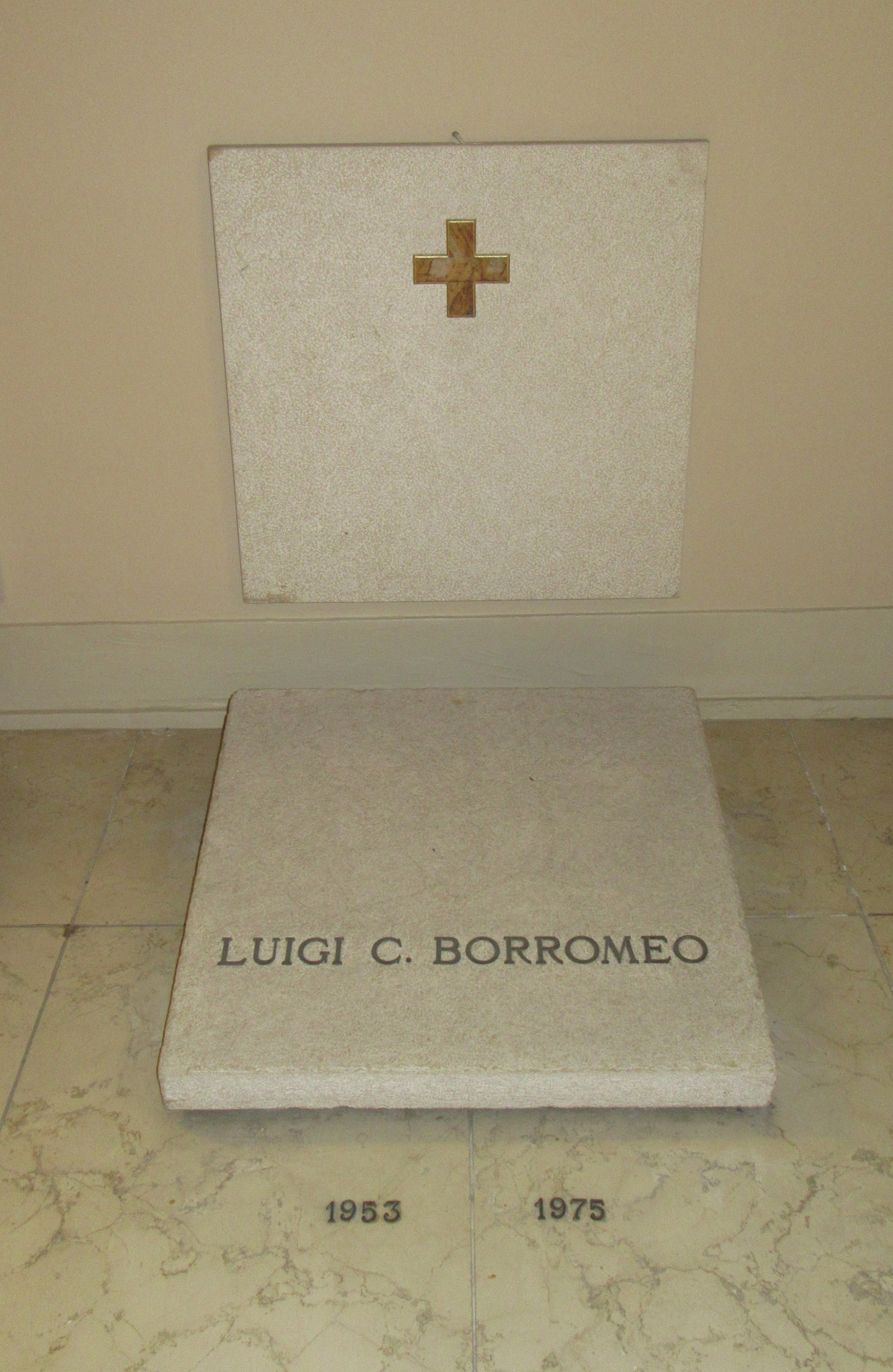
La sépulture de Luigi Carlo Borromeo, dans la Cathédrale de Pesaro.
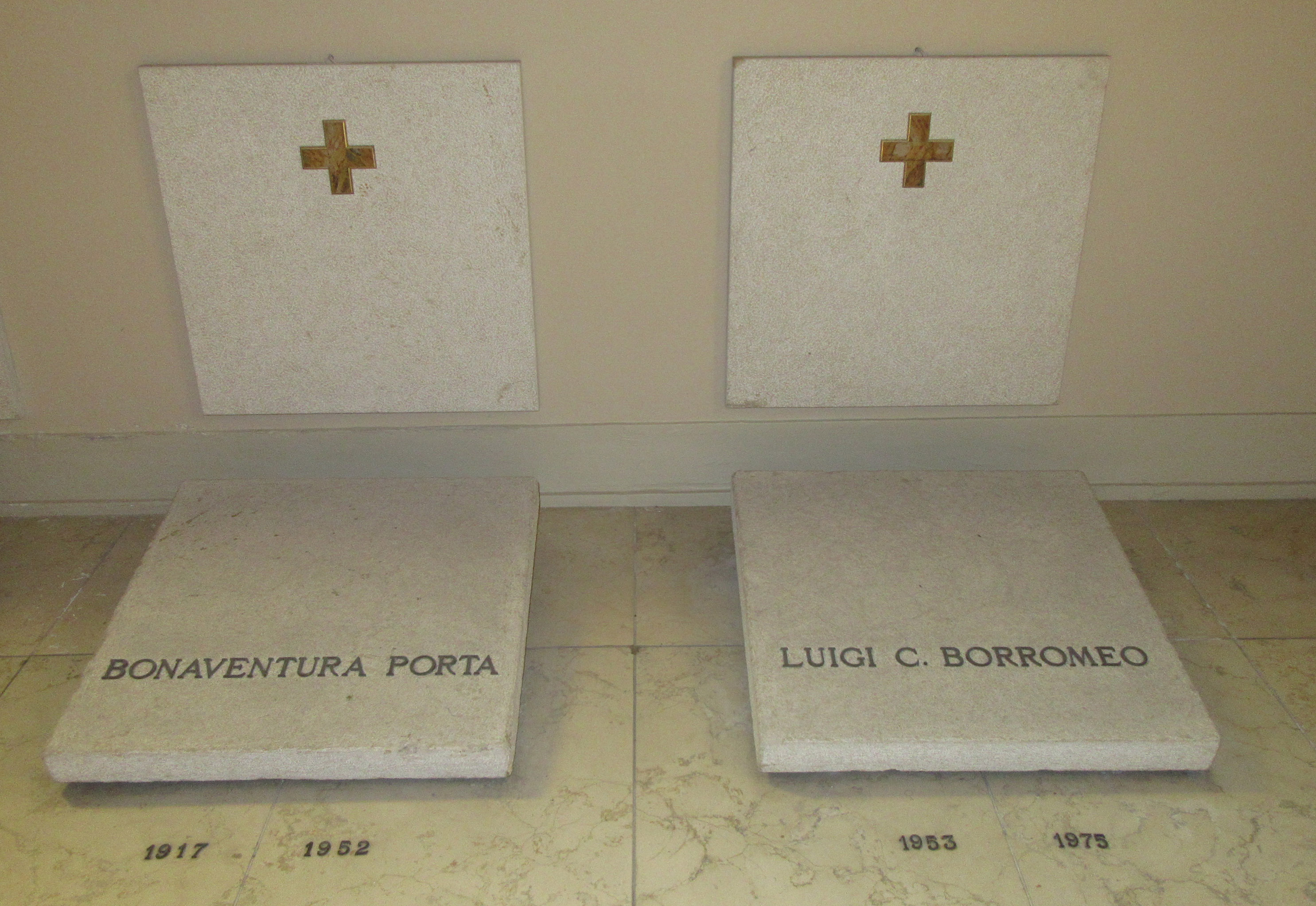
Tombeau de Luigi Carlo Borromeo à côté de celui de son prédécesseur, Bonaventura Porta.